# Drenovec pri Bukovju
Drenovec pri Bukovju – wieś w Słowenii, w gminie Brežice. W 2022 roku liczyła 138 mieszkańców.